# Olympische Winterspiele 2006/Teilnehmer (Deutschland)
| Gelbes Symbol für Goldmedaillen mit stilisierten Olympischen Ringen | Graues Symbol für Silbermedaillen mit stilisierten Olympischen Ringen | Braundes Symbol für Bronzemedaillen mit stilisierten Olympischen Ringen |
| ------------------------------------------------------------------- | --------------------------------------------------------------------- | ----------------------------------------------------------------------- |
| 11                                                                  | 12                                                                    | 6                                                                       |

Deutschland nahm an den Olympischen Winterspielen 2006 im italienischen Turin mit einer Delegation von 162 Athleten, 66 Frauen und 96 Männer, teil und war gemäß dem Medaillenspiegel die erfolgreichste Nation.

## Flaggenträger
Die Biathletin Kati Wilhelm trug die Flagge Deutschlands während der Eröffnungsfeier, die Eisschnellläuferin Claudia Pechstein trug sie bei der Abschlussfeier.
- Siehe auch: Liste der Fahnenträger der deutschen Mannschaften bei Olympischen Spielen

## Medaillen

### Medaillenspiegel
| Rang   | Sportart              | Gold | Silber | Bronze | Gesamt |
| ------ | --------------------- | ---- | ------ | ------ | ------ |
| 1      | Biathlon              | 5    | 4      | 2      | 11     |
| 2      | Bob                   | 3    | —      | —      | 3      |
| 3      | Rennrodeln            | 1    | 2      | 1      | 4      |
| 4      | Eisschnelllauf        | 1    | 1      | 1      | 3      |
| 5      | Nordische Kombination | 1    | 1      | 1      | 3      |
| 6      | Skilanglauf           | —    | 3      | 1      | 4      |
| 7      | Snowboard             | —    | 1      | —      | 1      |
| Gesamt | Gesamt                | 11   | 12     | 6      | 29     |

### Medaillengewinner
| Name/n                                                                               | Sportart              | Wettkampf                         |
| ------------------------------------------------------------------------------------ | --------------------- | --------------------------------- |
| Gold                                                                                 |                       |                                   |
| Kati Wilhelm                                                                         | Biathlon              | 10 km Verfolgung                  |
| Sven Fischer                                                                         | Biathlon              | 10 km Sprint                      |
| Michael Greis                                                                        | Biathlon              | 15 km Massenstart                 |
| Michael Greis                                                                        | Biathlon              | 20 km Einzel                      |
| Ricco Groß Sven Fischer Michael Rösch Michael Greis                                  | Biathlon              | 4 × 7,5 km Staffel                |
| Sandra Kiriasis Anja Schneiderheinze                                                 | Bob                   | Zweier                            |
| André Lange Kevin Kuske                                                              | Bob                   | Zweier                            |
| André Lange René Hoppe Kevin Kuske Martin Putze                                      | Bob                   | Vierer                            |
| Daniela Anschütz-Thoms Anni Friesinger Lucille Opitz Claudia Pechstein Sabine Völker | Eisschnelllauf        | Team-Verfolgung                   |
| Sylke Otto                                                                           | Rennrodeln            | Einsitzer                         |
| Georg Hettich                                                                        | Nordische Kombination | Gundersen-Wettkampf Normalschanze |
| Silber                                                                               |                       |                                   |
| Martina Glagow                                                                       | Biathlon              | 15 km                             |
| Martina Glagow                                                                       | Biathlon              | 10 km Verfolgung                  |
| Kati Wilhelm                                                                         | Biathlon              | 12,5 km Massenstart               |
| Katrin Apel Martina Glagow Andrea Henkel Kati Wilhelm                                | Biathlon              | 4 × 6 km Staffel                  |
| Claudia Pechstein                                                                    | Eisschnelllauf        | 5000 m                            |
| Silke Kraushaar                                                                      | Rennrodeln            | Einsitzer                         |
| André Florschütz Torsten Wustlich                                                    | Rennrodeln            | Doppelsitzer                      |
| Claudia Künzel                                                                       | Skilanglauf           | 1,145 km Sprint                   |
| Viola Bauer Stefanie Böhler Claudia Künzel Evi Sachenbacher-Stehle                   | Skilanglauf           | 4 × 5 km Staffel                  |
| René Sommerfeldt Tobias Angerer Andreas Schlütter Jens Filbrich                      | Skilanglauf           | 4 × 10 km Staffel                 |
| Georg Hettich Ronny Ackermann Jens Gaiser Björn Kircheisen                           | Nordische Kombination | Teamwettbewerb                    |
| Amelie Kober                                                                         | Snowboard             | Parallel-Riesenslalom             |
| Bronze                                                                               |                       |                                   |
| Uschi Disl                                                                           | Biathlon              | 12,5 km Massenstart               |
| Sven Fischer                                                                         | Biathlon              | 12,5 km Verfolgung                |
| Anni Friesinger                                                                      | Eisschnelllauf        | 1000 m                            |
| Tatjana Hüfner                                                                       | Rennrodeln            | Einsitzer                         |
| Tobias Angerer                                                                       | Skilanglauf           | 15 km klassisch                   |
| Georg Hettich                                                                        | Nordische Kombination | Großschanze HS140/7,5 km          |

## Teilnehmer nach Sportarten

### Biathlon
| Athleten                                              | Wettbewerbe         | Zeit        | Fehler        | Rang   |
| ----------------------------------------------------- | ------------------- | ----------- | ------------- | ------ |
| Frauen                                                |                     |             |               |        |
| Kati Wilhelm                                          | 7,5 km Sprint       | 22:49,8 min | 1             | 7      |
| Kati Wilhelm                                          | 10 km Verfolgung    | 36:43,6 min | 1 (0+0+1+0)   | Gold   |
| Kati Wilhelm                                          | 12,5 km Massenstart | 40:55,3 min | 1 (0+0+1+0)   | Silber |
| Kati Wilhelm                                          | 15 km Einzel        | 52:59,0 min | 5 (0+0+3+2)   | 16     |
| Martina Glagow                                        | 7,5 km Sprint       | 23:35,9 min | 1             | 17     |
| Martina Glagow                                        | 10 km Verfolgung    | 37:57,2 min | 2 (1+1+0+0)   | Silber |
| Martina Glagow                                        | 12,5 km Massenstart | 41:33,6 min | 2 (1+0+1+0)   | 4      |
| Martina Glagow                                        | 15 km Einzel        | 50:34,9 min | 2 (0+1+0+1)   | Silber |
| Andrea Henkel                                         | 12,5 km Massenstart | 42:41,5 min | 3 (1+0+2+0)   | 13     |
| Andrea Henkel                                         | 15 km Einzel        | 51:46,3 min | 2 (0+0+0+2)   | 4      |
| Uschi Disl                                            | 7,5 km Sprint       | 24:29,1 min | 3             | 34     |
| Uschi Disl                                            | 10 km Verfolgung    | 39:30,8 min | 4 (2+1+0+1)   | 10     |
| Uschi Disl                                            | 12,5 km Massenstart | 41:18,4 min | 3 (1+0+1+1)   | Bronze |
| Uschi Disl                                            | 15 km Einzel        | 52:49,7 min | 5 (0+2+0+3)   | 12     |
| Katrin Apel                                           | 7,5 km Sprint       | 24:04,9 min | 2             | 12     |
| Katrin Apel                                           | 10 km Verfolgung    | 39:38,9 min | 3 (0+1+0+2)   | 11     |
| Martina Glagow Andrea Henkel Katrin Apel Kati Wilhelm | 4 × 6 km Staffel    | 1:17:03,2 h | 1+8 (0+3+1+5) | Silber |
| Männer                                                |                     |             |               |        |
| Michael Rösch                                         | 15 km Massenstart   | 48:19,9 min | 3 (1+0+1+1)   | 10     |
| Michael Rösch                                         | 20 km Einzel        | 59:56,6 min | 6 (2+0+1+3)   | 42     |
| Michael Greis                                         | 10 km Sprint        | 28:22,9 min | 3 (2+1)       | 33     |
| Michael Greis                                         | 12,5 km Verfolgung  | 36:39,9 min | 1 (1+0+0+0)   | 8      |
| Michael Greis                                         | 15 km Massenstart   | 47:20,0 min | 1 (0+0+1+0)   | Gold   |
| Michael Greis                                         | 20 km Einzel        | 54:23,0 min | 1 (0+1+0+0)   | Gold   |
| Ricco Groß                                            | 10 km Sprint        | 27:15,1 min | 0 (0+0)       | 6      |
| Ricco Groß                                            | 12,5 km Verfolgung  | 37:23,5 min | 2 (1+0+0+1)   | 12     |
| Ricco Groß                                            | 20 km Einzel        | 56:14,3 min | 1 (0+0+0+1)   | 11     |
| Sven Fischer                                          | 10 km Sprint        | 26:11,6 min | 0 (0+0)       | Gold   |
| Sven Fischer                                          | 12,5 km Verfolgung  | 35:35,8 min | 4 (2+2+0+0)   | Bronze |
| Sven Fischer                                          | 15 km Massenstart   | 48:53,7 min | 2 (0+1+0+1)   | 17     |
| Sven Fischer                                          | 20 km Einzel        | 57:14,3 min | 3 (1+0+1+1)   | 17     |
| Alexander Wolf                                        | 10 km Sprint        | 27:34,5 min | 2 (0+2)       | 14     |
| Alexander Wolf                                        | 12,5 km Verfolgung  | 37:35,4 min | 4 (0+2+0+2)   | 19     |
| Alexander Wolf                                        | 15 km Massenstart   | 48:15,3 min | 2 (0+0+1+1)   | 8      |
| Ricco Groß Michael Rösch Sven Fischer Michael Greis   | 4 × 7,5 km Staffel  | 1:21:51,5 h | 1+8 (0+3 1+5) | Gold   |

Andreas Birnbacher und Simone Denkinger blieben ohne Einsatz. Denkinger und reiste bald nach Beginn wieder ab.

### Bob
| Athleten                                                  | Wettbewerb | Lauf 1  | Lauf 1 | Lauf 2  | Lauf 2 | Lauf 3  | Lauf 3 | Lauf 4  | Lauf 4 | Gesamt      | Gesamt |
| Athleten                                                  | Wettbewerb | Zeit    | Rang   | Zeit    | Rang   | Zeit    | Rang   | Zeit    | Rang   | Zeit        | Rang   |
| --------------------------------------------------------- | ---------- | ------- | ------ | ------- | ------ | ------- | ------ | ------- | ------ | ----------- | ------ |
| Frauen                                                    |            |         |        |         |        |         |        |         |        |             |        |
| Susi Erdmann Nicole Herschmann                            | Zweierbob  | 57,26 s | 2      | 57,75 s | 6      | 58,04 s | 6      | 58,27 s | 6      | 3:51,32 min | 5      |
| Sandra Kiriasis Anja Schneiderheinze                      | Zweierbob  | 57,16 s | 1      | 57,77 s | 7      | 57,34 s | 1      | 57,71 s | 1      | 3:49,98 min | Gold   |
| Männer                                                    |            |         |        |         |        |         |        |         |        |             |        |
| André Lange Kevin Kuske                                   | Zweierbob  | 55,28 s | 1      | 55,73 s | 4      | 56,01 s | 1      | 56,36 s | 2      | 3:43,38 min | Gold   |
| Matthias Höpfner Marc Kühne                               | Zweierbob  | 55,56 s | 4      | 55,82 s | 6      | 56,24 s | 6      | 56,63 s | 5      | 3:44,25 min | 5      |
| André Lange René Hoppe Kevin Kuske Martin Putze           | Viererbob  | 55,20 s | 1      | 55,30 s | 1      | 54,80 s | 1      | 55,12 s | 2      | 3:40,42 min | Gold   |
| René Spies Christoph Heyder Alexander Metzger Enrico Kühn | Viererbob  | 55,47 s | 7      | 55,48 s | 5      | 54,91 s | 3      | 55,18 s | 3      | 3:41,04 min | 5      |

Berit Wiacker war als Ersatzathletin nominiert, kam aber nicht zum Einsatz.

### Curling
| Wettbewerb  | Männer |
| ----------- | --- |
|             | Oliver Axnick Holger Höhne Andreas Kapp (Skip) Ulrich Kapp Andreas Kempf                                                             |
| Vorrunde    | Kanada 5:10 Italien 8:9 Finnland 5:2 Großbritannien 6:7 Schweiz 5:8 Vereinigte Staaten 5:8 Schweden 7:5 Norwegen 2:5 Neuseeland 10:1 |
| Halbfinale  | ausgeschieden |
| Finale      | ausgeschieden |
| Platzierung | 8. |

### Eishockey
| Wettbewerb         | Frauen | Männer |
| ------------------ | --- | --- |
| Spieler            | Maritta Becker Franziska Busch Bettina Evers Susanne Fellner Stephanie Frühwirt Susann Götz Claudia Grundmann Jennifer Harß Nikola Holmes Sabrina Kruck Andrea Lanzl Michaela Lanzl Christina Oswald Nina Ritter Anja Scheytt Sara Seiler Denise Soesilo Jenny Tamas Stephanie Wartosch-Kürten Raffaela Wolf | Alexander Barta Tino Boos Florian Busch Christian Ehrhoff Sven Felski Petr Fical Sebastian Furchner (1) Marcel Goc Sascha Goc Thomas Greiss Klaus Kathan Olaf Kölzig Lasse Kopitz (1) Daniel Kreutzer Rob Leask Eduard Lewandowski Tomáš Martinec Robert Müller Stefan Schauer Christoph Schubert Dennis Seidenberg Alexander Sulzer Andreas Renz Stefan Ustorf |
| Trainer            | Peter Kathan senior | Uwe Krupp |
| Vorrunde           | Finnland 0:3 (0:2, 0:0, 0:1) Vereinigte Staaten 0:5 (0:2, 0:2, 0:1) Schweiz 2:1 (0:0, 2:1, 0:0) | Tschechien 1:4 (1:0, 0:2, 0:2) Kanada 1:5 (0:3, 1:1, 1:0) Italien 3:3 (1:0, 0:1, 2:2) Schweiz 2:2 (0:0, 1:2, 1:0) Finnland 0:2 (0:1, 0:1, 0:0) |
| Platzierungsspiele | Italien 5:2 (3:2, 0:0, 2:0) | – |
| Spiel um Platz 5   | Russland 1:0 n. P. (0:0, 0:0, 0:0, 0:0, 1:0) | – |
| Viertelfinale      | – | ausgeschieden |
| Halbfinale         | ausgeschieden | ausgeschieden |
| Finale             | ausgeschieden | ausgeschieden |
| Platzierung        | 5. | 10. |

### Eiskunstlauf
| Athleten                          | Wettbewerbe | Kurzprogramm | Kurzprogramm | Kür    | Kür  | Gesamt | Gesamt |
| Athleten                          | Wettbewerbe | Punkte       | Rang         | Punkte | Rang | Punkte | Rang   |
| --------------------------------- | ----------- | ------------ | ------------ | ------ | ---- | ------ | ------ |
| Männer                            |             |              |              |        |      |        |        |
| Stefan Lindemann                  | Einzel      | 60,52        | 20           | 112,05 | 20   | 172,57 | 21     |
| Mixed                             |             |              |              |        |      |        |        |
| Aljona Sawtschenko Robin Szolkowy | Paarlauf    | 60,96        | 7            | 119,19 | 5    | 180,15 | 6      |
| Eva-Maria Fitze Rico Rex          | Paarlauf    | 43,86        | 16           | 76,37  | 16   | 120,23 | 15     |

### Eisschnelllauf
| Athleten               | Wettbewerbe | Lauf 1  | Lauf 1 | Lauf 2  | Lauf 2 | Gesamt      | Gesamt |
| Athleten               | Wettbewerbe | Zeit    | Rang   | Zeit    | Rang   | Zeit        | Rang   |
| ---------------------- | ----------- | ------- | ------ | ------- | ------ | ----------- | ------ |
| Frauen                 |             |         |        |         |        |             |        |
| Daniela Anschütz-Thoms | 1500 m      | –       | –      | –       | –      | 1:59,74 min | 10     |
| Daniela Anschütz-Thoms | 3000 m      | –       | –      | –       | –      | 4:06,89 min | 6      |
| Daniela Anschütz-Thoms | 5000 m      | –       | –      | –       | –      | 7:02,82 min | 5      |
| Anni Friesinger        | 1000 m      | –       | –      | –       | –      | 1:16,11 min | Bronze |
| Anni Friesinger        | 1500 m      | –       | –      | –       | –      | 1:57,31 min | 4      |
| Anni Friesinger        | 3000 m      | –       | –      | –       | –      | 4:04,59 min | 4      |
| Judith Hesse           | 500 m       | 39,64 s | 20     | 39,39 s | 17     | 1:19,03 min | 19     |
| Judith Hesse           | 1000 m      | –       | –      | –       | –      | 1:17,98 min | 22     |
| Lucille Opitz          | 1500 m      | –       | –      | –       | –      | 2:02,75 min | 30     |
| Lucille Opitz          | 5000 m      | –       | –      | –       | –      | 7:18,06 min | 14     |
| Claudia Pechstein      | 3000 m      | –       | –      | –       | –      | 4:05,54 min | 5      |
| Claudia Pechstein      | 5000 m      | –       | –      | –       | –      | 7:00,08 min | Silber |
| Sabine Völker          | 1000 m      | –       | –      | –       | –      | 1:17,97 min | 21     |
| Jenny Wolf             | 500 m       | 38,70 s | 7      | 38,55 s | 6      | 1:17,25 min | 8      |
| Pamela Zoellner        | 500 m       | 40,16 s | 27     | 39,40 s | 18     | 1:19,56 min | 24     |
| Pamela Zoellner        | 1000 m      | –       | –      | –       | –      | 1:19,30 min | 30     |
| Männer                 |             |         |        |         |        |             |        |
| Jens Boden             | 5000 m      | –       | –      | –       | –      | 6:38,34 min | 20     |
| Jörg Dallmann          | 1500 m      | –       | –      | –       | –      | 1:51,32 min | 37     |
| Stefan Heythausen      | 1500 m      | –       | –      | –       | –      | 1:49,58 min | 26     |
| Robert Lehmann         | 1500 m      | –       | –      | –       | –      | 1:51,04 min | 36     |
| Tobias Schneider       | 1500 m      | –       | –      | –       | –      | 1:50,18 min | 31     |

| Athleten | Wettbewerbe    | Vorlauf     | Vorlauf | Viertelfinale | Viertelfinale | Halbfinale    | Halbfinale    | Finale           | Finale  | Rang |
| Athleten | Wettbewerbe    | Zeit        | Rang    | Gegner        | Zeit          | Gegner        | Zeit          | Gegner           | Zeit    | Rang |
| --- | -------------- | ----------- | ------- | ------------- | ------------- | ------------- | ------------- | ---------------- | ------- | ---- |
| Frauen |                |             |         |               |               |               |               |                  |         |      |
| Sabine Völker (im Vorlauf) Lucille Opitz (im Vorlauf) Claudia Pechstein (ab Viertelfinale) Anni Friesinger (ab Viertelfinale) Daniela Anschütz-Thoms | Teamverfolgung | 3:07,07 min | 5       | Niederlande   | –2,13 s       | Russland      | –4,70 s       | A-Finale: Kanada | –1,66 s | Gold |
| Jörg Dallmann Stefan Heythausen Robert Lehmann Tobias Schneider                                                                                      | Teamverfolgung | 3:49,59 min | 5       | Norwegen      | +1,87 s       | ausgeschieden | ausgeschieden | C-Finale: Japan  | –2,15 s | 7    |

Christian Breuer schaffte ebenfalls die Qualifikation, fehlte aber verletzungsbedingt.

### Freestyle-Skiing
| Athleten        | Wettbewerbe | Qualifikation | Qualifikation | Finale        | Finale        | Rang |
| Athleten        | Wettbewerbe | Punkte        | Rang          | Punkte        | Rang          | Rang |
| --------------- | ----------- | ------------- | ------------- | ------------- | ------------- | ---- |
| Männer          |             |               |               |               |               |      |
| Gerhard Blöchl  | Buckelpiste | 21,16         | 28            | ausgeschieden | ausgeschieden | 28   |
| Christoph Stark | Buckelpiste | 23,65         | 12            | 22,84         | 15            | 15   |

### Nordische Kombination
| Athleten                                                   | Wettbewerb                        | Skispringen | Skispringen | Skispringen | Skispringen | Langlauf    | Langlauf | Rang   |
| Athleten                                                   | Wettbewerb                        | Weite 1     | Weite 2     | Punkte      | Rang        | Zeit        | Rang     | Rang   |
| ---------------------------------------------------------- | --------------------------------- | ----------- | ----------- | ----------- | ----------- | ----------- | -------- | ------ |
| Männer                                                     |                                   |             |             |             |             |             |          |        |
| Ronny Ackermann                                            | Gundersen-Wettkampf Normalschanze | 92,5 m      | 107,5 m     | 213,5       | 26          | 39:42,9 min | 18       | 18     |
| Ronny Ackermann                                            | Sprint Großschanze                | 125,0 m     | –           | 114,0       | 10          | 18:20,7 min | 8        | Bronze |
| Sebastian Haseney                                          | Gundersen-Wettkampf Normalschanze | 92,5 m      | 105,0 m     | 212,5       | 28          | 37:15,7 min | 6        | 6      |
| Sebastian Haseney                                          | Sprint Großschanze                | 108,5 m     | –           | 90,7        | 42          | 17:49,1 min | 29       | Silber |
| Georg Hettich                                              | Gundersen-Wettkampf Normalschanze | 101,5 m     | 104,0 m     | 262,5       | 1           | 39:44,6 min | 1        | Gold   |
| Georg Hettich                                              | Sprint Großschanze                | 133,5 m     | –           | 125,7       | 1           | 18:38,6 min | 3        | Bronze |
| Björn Kircheisen                                           | Gundersen-Wettkampf Normalschanze | 96,0 m      | 109,5 m     | 224,0       | 16          | 38:21,1 min | 7        | 7      |
| Björn Kircheisen                                           | Sprint Großschanze                | 120,0 m     | –           | 106,5       | 21          | 17:48,7 min | 7        | 7      |
| Jens Gaiser Björn Kircheisen Ronny Ackermann Georg Hettich | Teamwettbewerb                    | –           | –           | 913,5       | 1           | 50:07,9 min | 2        | Silber |

Thorsten Schmitt wurde ebenfalls nominiert, kam allerdings nicht zum Einsatz.

### Rodeln
| Athlet                            | Wettbewerb   | Lauf 1   | Lauf 1 | Lauf 2   | Lauf 2 | Lauf 3   | Lauf 3 | Lauf 4   | Lauf 4 | Gesamt       | Gesamt |
| Athlet                            | Wettbewerb   | Zeit     | Rang   | Zeit     | Rang   | Zeit     | Rang   | Zeit     | Rang   | Zeit         | Rang   |
| --------------------------------- | ------------ | -------- | ------ | -------- | ------ | -------- | ------ | -------- | ------ | ------------ | ------ |
| Frauen                            |              |          |        |          |        |          |        |          |        |              |        |
| Tatjana Hüfner                    | Einsitzer    | 47,109 s | 2      | 47,269 s | 6      | 47,101 s | 3      | 46,981 s | 1      | 3:08,460 min | Bronze |
| Silke Kraushaar                   | Einsitzer    | 47,269 s | 3      | 46,860 s | 2      | 46,991 s | 2      | 46,995 s | 2      | 3:08,115 min | Silber |
| Sylke Otto                        | Einsitzer    | 47,041 s | 1      | 46,820 s | 1      | 46,902 s | 1      | 47,216 s | 3      | 3:07,979 min | Gold   |
| Männer                            |              |          |        |          |        |          |        |          |        |              |        |
| Jan Eichhorn                      | Einsitzer    | 52,103 s | 10     | 51,469 s | 3      | 51,656 s | 6      | 51,515 s | 3      | 3:26,743 min | 6      |
| Georg Hackl                       | Einsitzer    | 51,856 s | 3      | 51,583 s | 7      | 51,806 s | 8      | 51,674 s | 7      | 3:26,919 min | 7      |
| David Möller                      | Einsitzer    | 52,085 s | 8      | 51,533 s | 5      | 51,655 s | 5      | 51,655 s | 6      | 3:26,711 min | 5      |
| André Florschütz Torsten Wustlich | Doppelsitzer | 47,141 s | 3      | 47,666 s | 3      | –        | –      | –        | –      | 1:34,807 min | Silber |
| Patric Leitner Alexander Resch    | Doppelsitzer | 47,198 s | 4      | 47,762 s | 7      | –        | –      | –        | –      | 1:34,960 min | 6      |

### Shorttrack
| Athleten                                                                                           | Wettbewerbe    | Vorlauf      | Vorlauf | Viertelfinale | Viertelfinale | Halbfinale    | Halbfinale    | Finale                 | Finale        | Rang |
| Athleten                                                                                           | Wettbewerbe    | Zeit         | Rang    | Zeit          | Rang          | Zeit          | Rang          | Zeit                   | Rang          | Rang |
| -------------------------------------------------------------------------------------------------- | -------------- | ------------ | ------- | ------------- | ------------- | ------------- | ------------- | ---------------------- | ------------- | ---- |
| Frauen                                                                                             |                |              |         |               |               |               |               |                        |               |      |
| Aika Klein                                                                                         | 500 m          | 57,732 s     | 3       | ausgeschieden | ausgeschieden | ausgeschieden | ausgeschieden | ausgeschieden          | ausgeschieden | 23   |
| Aika Klein                                                                                         | 1000 m         | DSQ          | DSQ     | DSQ           | DSQ           | DSQ           | DSQ           | DSQ                    | DSQ           | DSQ  |
| Aika Klein                                                                                         | 1500 m         | 2:41,380 min | 5       | ausgeschieden | ausgeschieden | ausgeschieden | ausgeschieden | ausgeschieden          | ausgeschieden | 25   |
| Susanne Rudolph                                                                                    | 500 m          | 46,503 min   | 3       | ausgeschieden | ausgeschieden | ausgeschieden | ausgeschieden | ausgeschieden          | ausgeschieden | 18   |
| Yvonne Kunze                                                                                       | 1000 m         | 1:40,166 min | 3 1     | 1:33,627 min  | 2             | 1:36,765 min  | 4             | B-Finale: 1:34,789 min | 4             | 7    |
| Yvonne Kunze                                                                                       | 1500 m         | 2:48,009 min | 4       | ausgeschieden | ausgeschieden | ausgeschieden | ausgeschieden | ausgeschieden          | ausgeschieden | 27   |
| Tina Grassow Yvonne Kunze Aika Klein Christin Priebst                                              | 3000 m Staffel | –            | –       | –             | –             | DSQ           | DSQ           | B-Finale: 4:24,896 min | 3             | 6    |
| Männer                                                                                             |                |              |         |               |               |               |               |                        |               |      |
| Tyson Heung                                                                                        | 500 m          | 43,572 s     | 3       | ausgeschieden | ausgeschieden | ausgeschieden | ausgeschieden | ausgeschieden          | ausgeschieden | 18   |
| Tyson Heung                                                                                        | 1500 m         | 2:20,075 min | 4       | ausgeschieden | ausgeschieden | ausgeschieden | ausgeschieden | ausgeschieden          | ausgeschieden | 12   |
| Arian Nachbar                                                                                      | 500 m          | 43,006 s     | 3       | 42,605        | 4             | ausgeschieden | ausgeschieden | ausgeschieden          | ausgeschieden | 9    |
| Arian Nachbar                                                                                      | 1000 m         | 1:27,994 min | 4       | 1:27,679      | 4             | ausgeschieden | ausgeschieden | ausgeschieden          | ausgeschieden | 9    |
| Sebastian Praus                                                                                    | 1000 m         | 1:35,375 min | 3 2     | 1:29,820      | 3             | ausgeschieden | ausgeschieden | ausgeschieden          | ausgeschieden | 13   |
| Sebastian Praus                                                                                    | 1500 m         | 2:30,292 min | 4       | ausgeschieden | ausgeschieden | ausgeschieden | ausgeschieden | ausgeschieden          | ausgeschieden | 17   |
| Thomas Bauer Tyson Heung (im Halbfinale) Arian Nachbar Sebastian Praus André Hartwig (im B-Finale) | 5000 m Staffel | –            | –       | –             | –             | 7:02,367 min  | 3             | 7:13,338 min           | 2             | 7    |

### Skeleton
| Athlet          | Lauf 1      | Lauf 1 | Lauf 2      | Lauf 2 | Gesamt      | Gesamt |
| Athlet          | Zeit        | Rang   | Zeit        | Rang   | Zeit        | Rang   |
| --------------- | ----------- | ------ | ----------- | ------ | ----------- | ------ |
| Frauen          |             |        |             |        |             |        |
| Anja Huber      | 1:01,12 min | 10     | 1:01,44 min | 7      | 2:02,56 min | 8      |
| Diana Sartor    | 1:00,29 min | 2      | 1:01,40 min | 5      | 2:01,69 min | 4      |
| Männer          |             |        |             |        |             |        |
| Sebastian Haupt | 0:58,48 min | 7      | 0:59,10 min | 11     | 1:57,58 min | 9      |
| Frank Rommel    | 0:59,94 min | 20     | 1:00,41 min | 23     | 2:00,35 min | 24     |

### Ski Alpin
| Athleten                   | Wettbewerbe        | 1. Lauf     | 1. Lauf | 2. Lauf     | 2. Lauf | 3. Lauf     | 3. Lauf | Gesamt      | Gesamt |
| Athleten                   | Wettbewerbe        | Zeit        | Rang    | Zeit        | Rang    | Zeit        | Rang    | Zeit        | Rang   |
| -------------------------- | ------------------ | ----------- | ------- | ----------- | ------- | ----------- | ------- | ----------- | ------ |
| Frauen                     |                    |             |         |             |         |             |         |             |        |
| Martina Ertl-Renz          | Alpine Kombination | 39,28 s     | 8       | 43,92 s     | 9       | 1:31,08 min | 12      | 2:54,28 min | 7      |
| Martina Ertl-Renz          | Riesenslalom       | 1:01,44 min | 5       | 1:11,10 min | 21      | –           | –       | 2:12,54 min | 15     |
| Martina Ertl-Renz          | Slalom             | DNF         | DNF     | DNF         | DNF     | DNF         | DNF     | DNF         | DNF    |
| Martina Ertl-Renz          | Super-G            | –           | –       | –           | –       | –           | –       | 1:34,03 min | 16     |
| Annemarie Gerg             | Riesenslalom       | 1:03,04 min | 23      | DNF         | DNF     | DNF         | DNF     | DNF         | DNF    |
| Annemarie Gerg             | Slalom             | 43,37 s     | 8       | 47,52 s     | 9       | –           | –       | 1:30,89 min | 7      |
| Petra Haltmayr             | Abfahrt            | –           | –       | –           | –       | –           | –       | 1:57,69 min | 6      |
| Petra Haltmayr             | Super-G            | –           | –       | –           | –       | –           | –       | 1:33,50 min | 9      |
| Monika Bergmann-Schmuderer | Alpine Kombination | 40,37 s     | 17      | 43,89 s     | 8       | 1:32,54 min | 23      | 2:56,80 min | 16     |
| Monika Bergmann-Schmuderer | Slalom             | 43,48 s     | 11      | 48,36 s     | 24      | –           | –       | 1:31,84 min | 16     |
| Männer                     |                    |             |         |             |         |             |         |             |        |
| Felix Neureuther           | Riesenslalom       | DNF         | DNF     | DNF         | DNF     | DNF         | DNF     | DNF         | DNF    |
| Felix Neureuther           | Slalom             | 55,16 s     | 22      | DNF         | DNF     | DNF         | DNF     | DNF         | DNF    |
| Alois Vogl                 | Riesenslalom       | DNF         | DNF     | DNF         | DNF     | DNF         | DNF     | DNF         | DNF    |

Isabelle Huber war ebenfalls nominiert, kam jedoch nicht zum Einsatz. Anja Blieninger, die sich ebenfalls qualifizierte, musste nach einem Trainingssturz ihre Teilnahme an den Spielen absagen.

### Skilanglauf
| Athleten                                                           | Wettbewerbe       | Zeit        | Rang   |
| ------------------------------------------------------------------ | ----------------- | ----------- | ------ |
| Frauen                                                             |                   |             |        |
| Manuela Henkel                                                     | 15 km Skiathlon   | 48:21,8 min | 52     |
| Claudia Künzel                                                     | 10 km Klassisch   | 29:31,6 min | 17     |
| Claudia Künzel                                                     | 15 km Skiathlon   | 44:48,1 min | 18     |
| Claudia Künzel                                                     | 30 km Freistil    | 1:23:02,1 h | 6      |
| Evi Sachenbacher-Stehle                                            | 10 km Klassisch   | 29:38,4 min | 20     |
| Evi Sachenbacher-Stehle                                            | 30 km Klassisch   | 1:25:15,8 h | 13     |
| Viola Bauer                                                        | 10 km Klassisch   | 29:03,6 min | 10     |
| Stefanie Böhler                                                    | 10 km Klassisch   | 30:43,2 min | 38     |
| Stefanie Böhler                                                    | 15 km Skiathlon   | 45:56,9 min | 28     |
| Stefanie Böhler                                                    | 30 km Freistil    | 1:26:19,2 h | 20     |
| Nicole Fessel                                                      | 30 km Freistil    | 1:34:06,2 h | 48     |
| Stefanie Böhler Viola Bauer Evi Sachenbacher-Stehle Claudia Künzel | 4 × 5 km Staffel  | 54:57,7 min | 32     |
| Männer                                                             |                   |             |        |
| Tobias Angerer                                                     | 15 km Klassisch   | 38:20,5 min | Bronze |
| Tobias Angerer                                                     | 30 km Skiathlon   | 1:17:12,5 h | 12     |
| Tobias Angerer                                                     | 50 km Freistil    | 2:07:00,3 h | 24     |
| Jens Filbrich                                                      | 30 km Skiathlon   | 1:18:38,2 h | 22     |
| Jens Filbrich                                                      | 50 km Freistil    | 2:06:31,1 h | 17     |
| Franz Göring                                                       | 15 km Klassisch   | 41:29,9 min | 43     |
| Franz Göring                                                       | 50 km Freistil    | DNF         | DNF    |
| Andreas Schlütter                                                  | 15 km Klassisch   | 38:44,7 min | 7      |
| René Sommerfeldt                                                   | 15 km Klassisch   | 39:17,2 min | 11     |
| René Sommerfeldt                                                   | 30 km Skiathlon   | DNF         | DNF    |
| René Sommerfeldt                                                   | 50 km Freistil    | 2:08:03,0 h | 36     |
| Andreas Schlütter Jens Filbrich René Sommerfeldt Tobias Angerer    | 4 × 10 km Staffel | 1:44:01,4 h | Silber |

| Athleten                            | Wettbewerbe         | Qualifikation | Qualifikation | Viertelfinale | Viertelfinale | Halbfinale    | Halbfinale    | Finale        | Finale        | Rang   |
| Athleten                            | Wettbewerbe         | Zeit          | Rang          | Zeit          | Rang          | Zeit          | Rang          | Zeit          | Rang          | Rang   |
| ----------------------------------- | ------------------- | ------------- | ------------- | ------------- | ------------- | ------------- | ------------- | ------------- | ------------- | ------ |
| Frauen                              |                     |               |               |               |               |               |               |               |               |        |
| Stefanie Böhler                     | Sprint klassisch    | 2:18,14 min   | 30            | 2:18,5 min    | 4             | ausgeschieden | ausgeschieden | ausgeschieden | ausgeschieden | 23     |
| Nicole Fessel                       | Sprint klassisch    | 2:18,35 min   | 31            | ausgeschieden | ausgeschieden | ausgeschieden | ausgeschieden | ausgeschieden | ausgeschieden | 31     |
| Manuela Henkel                      | Sprint klassisch    | 2:16,04 min   | 14            | 2:16,4 min    | 3             | ausgeschieden | ausgeschieden | ausgeschieden | ausgeschieden | 14     |
| Claudia Künzel                      | Sprint klassisch    | 2:13,64 min   | 4             | 2:15,5 min    | 1             | 2:15,5 min    | 1             | 2:13,0 min    | 2             | Silber |
| Evi Sachenbacher-Stehle Viola Bauer | Teamsprint Freistil | –             | –             | –             | –             | 17:34,7 min   | 4             | 17:03,5 min   | 5             | 5      |
| Männer                              |                     |               |               |               |               |               |               |               |               |        |
| Jens Filbrich Andreas Schlütter     | Teamsprint Freistil | –             | –             | –             | –             | 17:22,6 min   | 3             | 17:14,0 min   | 4             | 4      |

Axel Teichmann hatte sich ebenfalls für die Spiele qualifiziert, musste sich allerdings einer Operation unterziehen reiste nicht nach Turin nach.

### Skispringen
| Athleten                                                    | Wettbewerb             | Qualifikation | Qualifikation | Qualifikation      | 1. Durchgang | 1. Durchgang | 1. Durchgang | 2. Durchgang | 2. Durchgang | 2. Durchgang | Gesamt | Gesamt |
| Athleten                                                    | Wettbewerb             | Weite         | Punkte        | Rang               | Weite        | Punkte       | Rang         | Weite        | Punkte       | Rang         | Punkte | Rang   |
| ----------------------------------------------------------- | ---------------------- | ------------- | ------------- | ------------------ | ------------ | ------------ | ------------ | ------------ | ------------ | ------------ | ------ | ------ |
| Männer                                                      |                        |               |               |                    |              |              |              |              |              |              |        |        |
| Alexander Herr                                              | Normalschanze          | 102,5 m       | 125,5         | 7                  | 98,5 m       | 119,0        | 22           | 94,5 m       | 112,0        | 23           | 231,0  | 21     |
| Michael Neumayer                                            | Normalschanze          | 101,5 m       | 127,0         | 4                  | 103,5 m      | 129,5        | 9            | 103,0 m      | 131,0        | 5            | 260,5  | 8      |
| Michael Neumayer                                            | Großschanze            | 125,5 m       | 114,4         | 3                  | 123,5 m      | 110,3        | 11           | 128,5 m      | 118,8        | 11           | 229,1  | 11     |
| Martin Schmitt                                              | Großschanze            | 114,5 m       | 92,1          | 15                 | 116,5 m      | 97,2         | 27           | 125,5 m      | 115,4        | 13           | 212,6  | 19     |
| Georg Späth                                                 | Normalschanze          | 99,5 m        | 123,5         | vorab qualifiziert | 99,5 m       | 124,5        | 17           | 100,0 m      | 126,5        | 10           | 251,0  | 12     |
| Georg Späth                                                 | Großschanze            | 126,0 m       | 116,8         | vorab qualifiziert | 122,0 m      | 108,6        | 13           | 119,5 m      | 103,6        | 23           | 212,2  | 20     |
| Michael Uhrmann                                             | Normalschanze          | 98,0 m        | 120,5         | vorab qualifiziert | 101,0 m      | 128,0        | 10           | 104,5 m      | 136,0        | 1            | 264,0  | 4      |
| Michael Uhrmann                                             | Großschanze            | 121,5 m       | 106,2         | vorab qualifiziert | 121,0 m      | 106,3        | 17           | 122,0 m      | 108,6        | 18           | 214,9  | 16     |
| Michael Neumayer Martin Schmitt Georg Späth Michael Uhrmann | Großschanze Mannschaft | —             | —             | —                  | —            | 446,0        | 4            | —            | 476,6        | 4            | 922,6  | 4      |

Alexander Herr wurde nach Kritik am Skisprung-Bundestrainer Peter Rohwein aus dem Kader gestrichen.

### Snowboard
| Athleten           | Wettbewerbe | Qualifikation | Qualifikation | Finale        | Finale        | Rang |
| Athleten           | Wettbewerbe | Punkte        | Rang          | Punkte        | Rang          | Rang |
| ------------------ | ----------- | ------------- | ------------- | ------------- | ------------- | ---- |
| Männer             |             |               |               |               |               |      |
| Xaver Hoffmann     | Halfpipe    | 22,6          | 34            | ausgeschieden | ausgeschieden | 34   |
| Jan Michaelis      | Halfpipe    | 36,3          | 15            | ausgeschieden | ausgeschieden | 15   |
| Vinzenz Lüps       | Halfpipe    | 39,5          | 10            | 36,8          | 9             | 9    |
| Christophe Schmidt | Halfpipe    | 39,4          | 6             | 37,5          | 8             | 8    |

| Athleten        | Wettbewerbe           | Qualifikation | Qualifikation | Achtelfinale  | Achtelfinale  | Viertelfinale | Viertelfinale | Halbfinale    | Halbfinale    | Finale/Platz 3 | Finale/Platz 3 | Rang   |
| Athleten        | Wettbewerbe           | Zeit          | Rang          | Gegner        | Zeit          | Gegner        | Zeit          | Gegner        | Zeit          | Gegner         | Zeit           | Rang   |
| --------------- | --------------------- | ------------- | ------------- | ------------- | ------------- | ------------- | ------------- | ------------- | ------------- | -------------- | -------------- | ------ |
| Frauen          |                       |               |               |               |               |               |               |               |               |                |                |        |
| Amelie Kober    | Parallel-Riesenslalom | 1:21,33 min   | 5             | Sauerbreij    | −0,03 s       | Boldykowa     | −0,07 s       | Günther       | −3,76 s       | Meuli          | +15,97 s       | Silber |
| Männer          |                       |               |               |               |               |               |               |               |               |                |                |        |
| Patrick Bussler | Parallel-Riesenslalom | 1:12,54 min   | 19            | ausgeschieden | ausgeschieden | ausgeschieden | ausgeschieden | ausgeschieden | ausgeschieden | ausgeschieden  | ausgeschieden  | 19     |
| Markus Ebner    | Parallel-Riesenslalom | 1:12,22 min   | 17            | ausgeschieden | ausgeschieden | ausgeschieden | ausgeschieden | ausgeschieden | ausgeschieden | ausgeschieden  | ausgeschieden  | 17     |

| Athleten           | Wettbewerbe    | Qualifikation | Qualifikation | Achtelfinale  | Viertelfinale | Halbfinale    | Finale A/B    | Rang |
| Athleten           | Wettbewerbe    | Zeit          | Rang          | Rang          | Rang          | Rang          | Rang          | Rang |
| ------------------ | -------------- | ------------- | ------------- | ------------- | ------------- | ------------- | ------------- | ---- |
| Frauen             |                |               |               |               |               |               |               |      |
| Katharina Himmler  | Snowboardcross | 1:32,15       | 13            | –             | 3             | ausgeschieden | ausgeschieden | 12   |
| Männer             |                |               |               |               |               |               |               |      |
| Alexander Kupprion | Snowboardcross | 1:24,66       | 36            | ausgeschieden | ausgeschieden | ausgeschieden | ausgeschieden | 36   |
| Michael Layer      | Snowboardcross | 1:22,43       | 23            | 4             | ausgeschieden | ausgeschieden | ausgeschieden | 27   |
| David Speiser      | Snowboardcross | 1:23,38       | 30            | 4             | ausgeschieden | ausgeschieden | ausgeschieden | 32   |

Anna-Lena Zuck schaffte ebenfalls die Qualifikation, konnte jedoch aufgrund einer Verletzung nicht teilnehmen.